# مكتبة الجامعة الأمريكية في بيروت
مكتبة الجامعة الأمريكية في بيروت هي المكتبة التي تتبع للجامعة الأمريكية في بيروت تأسست في 1866 وتقع في بيروت، وتضم عددا ضخما من الكتب والدوريات وهي من أهم مكتبات الشرق الأوسط.

## التأسيس
تأسست مكتبة الجامعة الأمريكية في بيروت في 1866 وهي سنة تأسيس الجامعة الأمريكية في بيروت.

## المحتويات
تحوي المكتبة 545 ألف كتاب و1300 مخطوطة و3732 دورية تُستقدم بانتظام و59650 فيلما تتنوع بين الميكروفيلم والميكروفيش والميكرو كارت.

## وصلات خارجية
- الموقع الرسمي